# Blue bittersweet
Blue bittersweet is een single van Ilse DeLange. Het is afkomstig van haar album After the hurricane, een verzamelalbum met een viertal nieuwe songs. Blue bittersweet is te horen in de film Het diner naar het boek van Herman Koch. Ook met deze single bleef het succes beperkt tot Nederland. Terwijl de single nog in de Nederlandse Single Top 100 stond werd het al wel de Radio 2 Top 2000 ingestemd.

## Hitnoteringen

### Nederlandse Top 40
| Hitnotering: 05-10-2013 t/m 11-01-2014 | Hitnotering: 05-10-2013 t/m 11-01-2014 | Hitnotering: 05-10-2013 t/m 11-01-2014 | Hitnotering: 05-10-2013 t/m 11-01-2014 | Hitnotering: 05-10-2013 t/m 11-01-2014 | Hitnotering: 05-10-2013 t/m 11-01-2014 | Hitnotering: 05-10-2013 t/m 11-01-2014 | Hitnotering: 05-10-2013 t/m 11-01-2014 | Hitnotering: 05-10-2013 t/m 11-01-2014 | Hitnotering: 05-10-2013 t/m 11-01-2014 | Hitnotering: 05-10-2013 t/m 11-01-2014 | Hitnotering: 05-10-2013 t/m 11-01-2014 | Hitnotering: 05-10-2013 t/m 11-01-2014 | Hitnotering: 05-10-2013 t/m 11-01-2014 | Hitnotering: 05-10-2013 t/m 11-01-2014 | Hitnotering: 05-10-2013 t/m 11-01-2014 | Hitnotering: 05-10-2013 t/m 11-01-2014 |
| Week:                                  | 1                                      | 2                                      | 3                                      | 4                                      | 5                                      | 6                                      | 7                                      | 8                                      | 9                                      | 10                                     | 11                                     | 12                                     | 13                                     | 14                                     | 15                                     |                                        |
| -------------------------------------- | -------------------------------------- | -------------------------------------- | -------------------------------------- | -------------------------------------- | -------------------------------------- | -------------------------------------- | -------------------------------------- | -------------------------------------- | -------------------------------------- | -------------------------------------- | -------------------------------------- | -------------------------------------- | -------------------------------------- | -------------------------------------- | -------------------------------------- | -------------------------------------- |
| Positie:                               | 32                                     | 21                                     | 8                                      | 11                                     | 17                                     | 17                                     | 17                                     | 20                                     | 23                                     | 27                                     | 27                                     | 32                                     | 34                                     | 36                                     | 35                                     | uit                                    |

### NederlandseSingle Top 100
| Hitnotering: 05-10-2013 t/m 25-01-2014 | Hitnotering: 05-10-2013 t/m 25-01-2014 | Hitnotering: 05-10-2013 t/m 25-01-2014 | Hitnotering: 05-10-2013 t/m 25-01-2014 | Hitnotering: 05-10-2013 t/m 25-01-2014 | Hitnotering: 05-10-2013 t/m 25-01-2014 | Hitnotering: 05-10-2013 t/m 25-01-2014 | Hitnotering: 05-10-2013 t/m 25-01-2014 | Hitnotering: 05-10-2013 t/m 25-01-2014 | Hitnotering: 05-10-2013 t/m 25-01-2014 | Hitnotering: 05-10-2013 t/m 25-01-2014 | Hitnotering: 05-10-2013 t/m 25-01-2014 | Hitnotering: 05-10-2013 t/m 25-01-2014 | Hitnotering: 05-10-2013 t/m 25-01-2014 | Hitnotering: 05-10-2013 t/m 25-01-2014 | Hitnotering: 05-10-2013 t/m 25-01-2014 | Hitnotering: 05-10-2013 t/m 25-01-2014 | Hitnotering: 05-10-2013 t/m 25-01-2014 | Hitnotering: 05-10-2013 t/m 25-01-2014 |
| Week:                                  | 1                                      | 2                                      | 3                                      | 4                                      | 5                                      | 6                                      | 7                                      | 8                                      | 9                                      | 10                                     | 11                                     | 12                                     | 13                                     | 14                                     | 15                                     | 16                                     | 17                                     |                                        |
| -------------------------------------- | -------------------------------------- | -------------------------------------- | -------------------------------------- | -------------------------------------- | -------------------------------------- | -------------------------------------- | -------------------------------------- | -------------------------------------- | -------------------------------------- | -------------------------------------- | -------------------------------------- | -------------------------------------- | -------------------------------------- | -------------------------------------- | -------------------------------------- | -------------------------------------- | -------------------------------------- | -------------------------------------- |
| Positie:                               | 16                                     | 23                                     | 20                                     | 21                                     | 13                                     | 21                                     | 23                                     | 36                                     | 37                                     | 39                                     | 49                                     | 55                                     | 57                                     | 53                                     | 49                                     | 47                                     | 89                                     | uit                                    |

### NPO Radio 2 Top 2000
| Nummer met noteringen in de NPO Radio 2 Top 2000 | '13  | '14 |
| ------------------------------------------------ | ---- | --- |
| Blue bittersweet                                 | 1352 | 844 |

1. ↑  Een vetgedrukt getal geeft de hoogste notering aan.
2. ↑  2013 was het eerste jaar met een notering voor dit nummer.
3. ↑  Deze tabel is bijgewerkt tot en met de laatste editie (2024).